# Сингида
 Тази статия е за града в Танзания.  За административния регион вижте Сингида (регион).  
Сингида (на английски и на суахили: Singida) е град в Централна Танзания, административен център на едноименния регион, един от най-бедните райони на страната, застрашен от суша и недостиг на храна и вода. Градът е разположен на платовидно издигнат терен на 1547 m надморска височина в Източноафриканската рифтова долина. Той е важен комуникационен възел между езерото Виктория и столицата Додома, а също и между Бурунди на запад и Дар ес Салаам на изток. Разстоянието до Дар ес Салаам е 548 km, а до столицата Додома – 188 km. Площта на общината обхваща 92 km2, а населението на града е 57 904 души според последното официално преброяване от 2002 г.
Районът е социално и икономически изостанал поради неговата отдалеченост от океана и езерата Виктория, Танганика и Малави. Има само един дъждовен сезон и през по-голямата част от времето водата е много оскъдна. Съществуват малко възможности за образование, а комуникациите са в тежко състояние.

## Климат
Градът се намира в климатична зона, характерна с два сезона – сух и дъждовен. Дъждовният започва през ноември и приключва през април. Сухият обхваща всички останали месеци от май до октомври. Средното количество на валежите е малко и се движи в рамките на 500 mm до 800 mm годишно. Температурите са в границите от 15 °C до 30 °C. Най-студен е месец юли, а най-горещи са октомври и ноември. Климатът е полусух, като поради напредналото обезлесяване преобладават сухите ветрове.

## Градска среда
През 1993 г. е изработен общ градоустройствен план на града и приет от Министерството на земята и развитието на населените места със срок до 2013 г. В него са предвидени новите терени за развитие на жилищно строителство, които с бързото нарастване на населението вече са изконсумирани и все повече излизат от рамките на предвиденото. Градът се разраства неконтролируемо по посока на главните пътища към Аруша, Шинянга, Табора и Дар ес Салаам. Жилищните сгради в Сингида са 13 613, от които 1995 са извън границите на градоустройствения план и тенденцията продължава.
Ядрото на бизнеса и търговията е съсредоточено в центъра на града, но терените тук все повече не достигат, жилищните и обществени сгради са неподдържани и в лошо състояние, пътищата са тесни и прашни поради липса на каквато и да е настилка, кръстовищата са със затруднена видимост.
Градът е основан през 1908 г. по пътя от Шинянга към Додома през град Килиматинде, намиращ се на 120 km на юг от него. Сингида е бил арабски център на търговията с роби и от онова време в него се е заселила голяма арабска диаспора. Поради тази причина ислямът в града е силно застъпен. След пристигането на християнски мисионери, тази религия постепенно успява да привлече сериозна част от населението. В града има изградена лютеранска църква.
В Сингида са изградени разнообразни хотели с различно ниво на обслужване. Един от най-посещаваните от чужденци е хотел „Stanley“, където кухнята е най-близка до европейската. Друг хотел с добра хигиена и прекрасна гледка е „Cheshi Clif“. Край брега на езерото Сингидани, на 2 km от града е изграден хотел „Country Inn“, чиято архитектура е смесица от модерни и местни влияния, а изгледът от него към езерото и планината Хананг е чудесен. В града са изградени ресторанти, голям пазар, най-голямата болница в региона, автогара и жп гара.
В Сингида има клонове на три банки – танзанийската CRDB, лицензирана от Националната банка на страната, Nepal Merchant Banking and Finance Ltd. (NMB) и National Bank of Commerce (NBC), като само последната разполага с автоматизиран банкомат.
Край града има две солени езера, които не могат да се ползват за водоснабдяване, но около тях гнездят голямо количество фламинго и други водолюбиви птици, а местността е привлекателна за разходки и отдих. Плиткото езеро Сингидани е разположено край североизточните части на града и е по-голямото от двете, а на югозапад се простира езерото Киндай, през което има прокаран път.

## Население
Според официалното преброяване от 2002 г. населението на Сингида възлиза на 57 904 души, но по неофициални данни през 2006 г. градът се обитава вече от 115 000 жители със средна семейна структура 4,7. През последните десет години показва много бърз растеж до степен, при която контролирането на застройките става много трудно, а в някои части гъстотата на населението неконтролируемо нараства. Основната част от населението в града принадлежи към етническата група нятуру.
Според изказване на регионалния комисар от юни 2011 г. в града има 2903 бездомни деца, а в целия регион те са 30 490. Някои от тях съзнателно се изоставят от родителите или настойниците си поради крайна бедност или конфликти в брака. Организацията Children and Community Centre, базирана в Сингида, осигурява храна, облекло и образование, но без подслон, на около 500 от тях.

## Административна структура
Градът се ръководи административно от общински съвет, начело с кмет. Разделен е административно на 6 квартала – 5 градски и един със смесени функции (градско-селски):
- Муганга (Mughanga) – източен
- Мадженго (Majengo) – северозападен
- Утемини (Utemini) – западен
- Митундуруни (Mitunduruni) – североизточен
- Киндай (Kindai) – югозападен до едноименното езеро
- Мандеуа (Mandewa) – северозападен, смесен градско-селски район

Към общината спадат още районите Mtipa, Mungumaji, Mwankoko, Mtamaa, Unyambwa и Unyamikumbi.

## Здравеопазване
Достъпът до здравни заведения в града е затруднен, поради скъпото обслужване, несъответстващо на доходите на населението.
В Сингида има изградена и функционира окръжна болница, която обслужва цялото население на региона. В съседни административни зони се намират и две по-малки здравни заведения, които поемат част от медицинските изследвания поради претоварване на градската болница. Това са организираните към католически мисии две здравни заведения – „Св. Елизабет" в регион Аруша и „Мвуми“ в регион Додома.
В болницата работи един хирург офталмолог, който извършва около 150 – 200 операции годишно само на катаракта. Епизодично се извършват очни прегледи в училищата, предписват се очила и лекарства при леки случаи на заболявания и се предлага операция от трихиазис на място.
Болничната сграда е в процес на реконструкция и голямо разширение. Строителството се извършва на два етапа, като първият е почти приключил. Към него спада изграждането на две нови сгради с обща разгъната площ 2910 m2 – за извънболнична помощ, спешна помощ, образна диагностика, гинекология, диализа, педиатрия и администрация. През следващите етапи ще бъдат изпълнени още няколко сгради, всички с открити дворове, веранди, рампи и асансьори. В комплекса са предвидени обширни зелени площи и паркинги. Стремежът е болницата в Сингида да стане петата надрегионална болница в Танзания.
В града функционира центърът „Faraja“ за подпомагане на болните от СПИН с емоционална подкрепа и медицински грижи. Хората, които са били тествани в центъра и са серопозитивни могат да се възползват от подходящи начални медицински грижи и интервенции за лечение и превенция на близките им.

## Образование
Грамотността между възрастното население в града не е голяма – 68% при мъжете и 59% при жените. Има изградени основни и средни училища, които са недостатъчно за бързо растящото население. Според официалната статистика в тях са записани около 70% от децата в училищна възраст. Реалната посещаемост обаче е доста по-ниска.

## Промишленост и селско стопанство
Основната дейност на населението в града е селското стопанство и в частност земеделието. Отглеждат се предимно житни и бобови растения. Главната култура, която се засява е соргото, на второ място е царевицата, а междуредията се уплътняват със сусам, фасул и фъстъци. Отглеждат се още просо, маниока, сладки картофи, слънчоглед, памук, лук и няколко вида бобови култури. Културите, носещи най-добри приходи са сусамът и слънчогледът.
Въпреки че в региона се отглеждат достатъчно суровини, промишлеността в града е слабо развита. Има няколко преработвателни предприятия, главно във връзка с отглеждането на памук и слънчоглед, които разполагат с елементарна технология и не могат до задоволят нуждите дори на градското население. Повечето от тях са частни, притежавани от местни хора или работят в партньорство с чужденци. Държавните са незначително количество. Няколко търговски организации изкупуват от региона и изнасят сусам и органичен памук за Германия. Изнася се още пчелен восък.
В региона започва изграждането на няколко открити мини за добив на злато с комбиниран ресурс от 858 000 унции. Планира се да се произвеждат по 43 000 унции годишно. Мините ще се разработват от компанията Shanta gold, като след тяхното откриване Танзания ще заеме трето място в Африка по добив на злато след РЮА и Гана.

## Енергетика и електроснабдяване
Градът е включен към националната електрическа мрежа, прекарана от Додома към Шинянга, Муанза и Мара на север. Не всички квартали в града обаче са свързани към електрическата мрежа.
Разработен е проект за добив на вятърна енергия край града с приблизителна стойност 150 милиарда танзанийски шилинга. Строителството ще се извърши от китайска група на Dalian International Economic and Technology Cooperation и ще бъде финансирано от китайската EximBank. Това е първата по рода си станция за вятърна енергия в Танзания, от която се очаква да бъдат произведени около 50 MW електроенергия. Изграждането на съоръженията ще започне в началото на 2012 г.

## Транспорт
Сингида е свързана с пътната мрежа на страната, но пътищата около града са в много лошо състояние. Въпреки че се намира на стратегическо място почти в центъра на Танзания и е пресечна точка на пътния транспорт, през дъждовния сезон шосетата са много трудно проходими. Пясъчните склонове около града още повече утежняват ситуацията, защото през този период е почти невъзможно да бъдат заобиколени. Градът има редовна автобусна връзка с Додома, Муанза и Аруша през сухия сезон. Пътуването обаче е твърде бавно поради некачествените пътища. Автогарата е изградена в централната част на града, а транспортът от селата до града се извършва ежедневно от обществени автобуси. Към някои селища като Илонгеро рейсове се движат и два пъти дневно. Въпреки това винаги са претоварени с хора, стоки и дори живи птици. По време на дъждовния сезон този начин на транспорт спира, поради невъзможността да се пътува по ненастланите пътища.
През последните години правителството започва преустройство на някои от пътищата, но все още достъпът до града е силно затруден. Разработен е проект на стойност 83 милиона щатски долара за реконструкция на пътя от Сингида до Минджингу през Катеш и Дареда, който се изпълнява на три етапа. Общата дължина на трасето е 223,5 km с ширина на пътното платно 6,5 m.
През града преминава железопътната линия от Муанза към Додома, която скоро е реконструирана в отсечката Сингида-Маньони. Чрез нея се решават много от транспортните проблеми на града, тъй като е проходима през цялата година. Пътуването обаче е бавно и услугата предлага само пренаселени третокласни вагони.
Най-близкото до Сингида летище се намира в град Табора на 214 km от центъра на града в западна посока. Тук има само две къси частни писти за много малки самолети.

## Водоснабдяване и канализация
Водоснабдяването на града става главно от сондажни кладенци, повечето от които са започнали да работят още през 1950 г. По 5 от тях се намират в Утемини, Кититимо, Унякинди, Киндай, Ухасибу и Нджуки. Общият добив на вода от сондажи възлиза на 5200 m3/ден, докато населението се нуждае от 7150 m3 дневно. Само 73% от нуждите на града са задоволени. Добивът от сондажите постепенно намалява поради общото засушаване на климата и минните дейности в близките до града райони. Според направените проучвания в Ирао и Муанкоко са открити подземни води с висок дебит – 425 m3/час при първия и 292 m3/hr при втория, които предстои да се каптират.
През 1999 започва да се изпълнява проект за водоснабдяването на града, с помощта на побратимения със Сингида австрийския град Залцбург и съфинансиран от Европейския съюз и Министерството на външните работи на Австрия. След 4 години, през 2003 г. проектът е завършен и сега питейната вода, която се доставя на населението е добре пречистена и евтина. Водата се продава в 41 павилиона из града и вече не е необходимо жените да изминават километри, за да донесат вода с неизвестно качество вкъщи. Най-големият успех, свързан с този проект е унищожаването на холерата в Сингида.
В града все още няма изградена канализационна система.